# Enter Shikari
Enter Shikari é uma banda de britânica de rock formada em 2003 em St Albans, Hertfordshire. Eles combinam elementos de vários gêneros musicais, tais como post-hardcore e metalcore com elementos de vários gêneros da música eletrônica, definindo a criação de um som próprio.
A banda foi uma das precursoras do gênero de fusão electronicore (ou trancecore). O grupo tem o nome de um barco pertencente ao tio de Roughton Reynolds, e um personagem de um jogo. Também Shikari significa 'Caçador' em Marata, Persa, Hindi, Nepali, Urdu, Punjabi e Bengali. Seu primeiro álbum, Take to the Skies foi lançado em 19 de março de 2007 e chegou ao número 4 no Official UK Album Chart. Seu segundo álbum, intitulado Common Dreads, foi lançado em 15 de junho de 2009 e estreou no UK Albums Chart. Seu terceiro álbum de estúdio, A Flash Flood of Colour foi lançado em 16 de janeiro de 2012 e foi posicionado na parte superior do UK Album Chart durante quase uma semana inteira depois de seu lançamento.

## Membros
- Roughton "Rou" Reynolds - vocais, programação, teclado, sintetizador, violão
- Liam "Rory" Clewlow - guitarra, vocal de apoio
- Chris Batten - baixo elétrico, vocal de apoio
- Rob Rolfe - bateria, vocal de apoio

## Discografia
- Take to the Skies (2007)
- Common Dreads (2009)
- A Flash Flood of Colour (2012)
- The Mindsweep (2015)
- The Spark (2017)